# Keith Allen (Schauspieler)

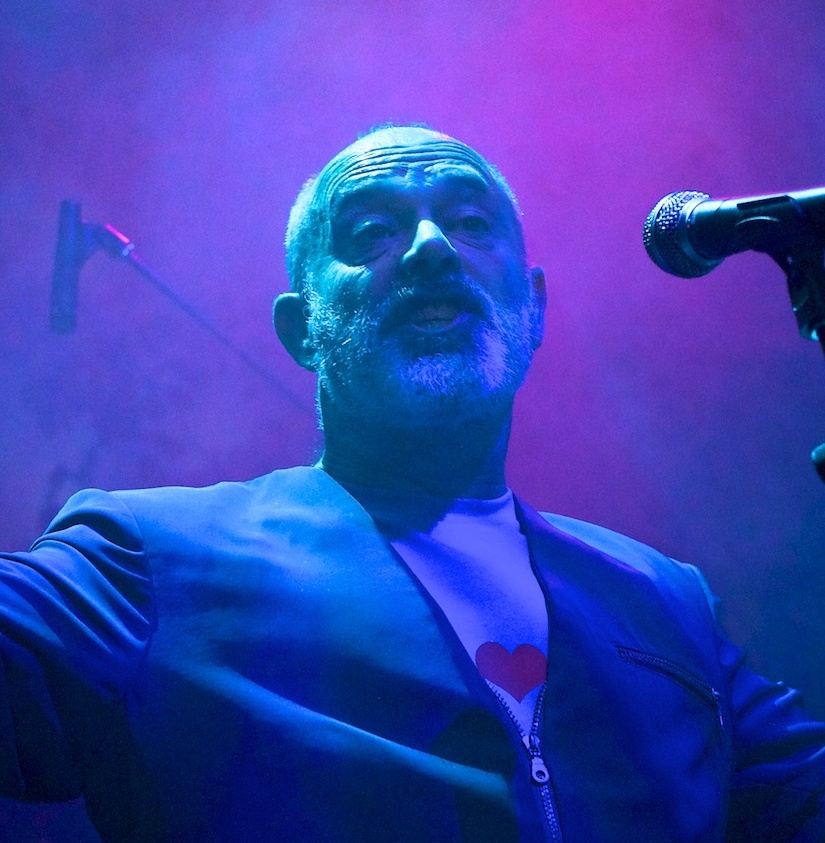
Keith Allen (2012)

Keith Philip George Allen (* 2. Juni 1953 in Llanelli, Wales, Großbritannien) ist ein walisischer Schauspieler, Komiker, Musiker, Autor und Showmaster. Er ist der Vater der Sängerin Lily Allen und des Schauspielers Alfie Allen. Sein Bruder ist der Regisseur Kevin Allen. Allen ist verheiratet mit der Schauspielerin Tamzin Malleson.

## Leben
Keith Allen ist der Sohn des Royal-Navy-Offiziers Edward Charles Owenin. Er wurde in der Grafschaft Carmarthenshire in Wales geboren. Er verbrachte seine frühen Jahre in der Nähe von Swansea und auf Malta, aber den Großteil seiner Kindheit in Gosport in Hampshire, als sein Vater in dieser Zeit in Portsmouth diente. Im Alter von 11 Jahren wurde Allen in ein Internat in Brentwood (Essex) geschickt, weil sein Vater nach Singapur entsandt wurde. Er wurde jedoch nach zwei Jahren von der Schule verwiesen. Im Alter von 15 Jahren wurde er in ein Jugendgefängnis gebracht, nachdem er wiederholt beim Stehlen erwischt worden war.
Mitte der achtziger Jahre verbüßte Allen eine 21-tägige Haftstrafe im Pentonville-Gefängnis, nachdem er im Sansibar-Club in Covent Garden wegen Sachbeschädigung für schuldig befunden worden war.
Allen hat sechs Kinder von vier Frauen. Aus seiner ersten Ehe mit Alison Owen entstammen die Sängerin Lily Allen und der Schauspieler Alfie Allen. 1997 heiratete er seine zweite Frau, Nira Park.
Derzeit lebt Allen mit der Schauspielerin Tamzin Malleson zusammen. Mit ihr hat er eine gemeinsame Tochter, die Kinderdarstellerin Teddie-Rose Malleson-Allen.
Keith Allen wohnt in der Nähe von Stroud in Gloucestershire und eröffnete dort 2017 zusammen mit seiner Frau ein Restaurant im amerikanischen Stil.

## Karriere
Keith Allen arbeitete in den 70er Jahren in verschiedenen Jobs, darunter 1976 eine Beschäftigung als Bühnenarbeiter, von der er entlassen wurde, nachdem er eine Max Bygraves-Inszenierung von Chorus-Line im Palace Theatre sabotiert und nackt auf der Bühne gestanden hatte. Dieses Selbstvertrauen auf der Bühne hatte sich Allen in seiner Zeit als Stand-Up-Comedian erarbeitet, als er im Vorprogramm von Rock-Bands wie The Clash auftrat.

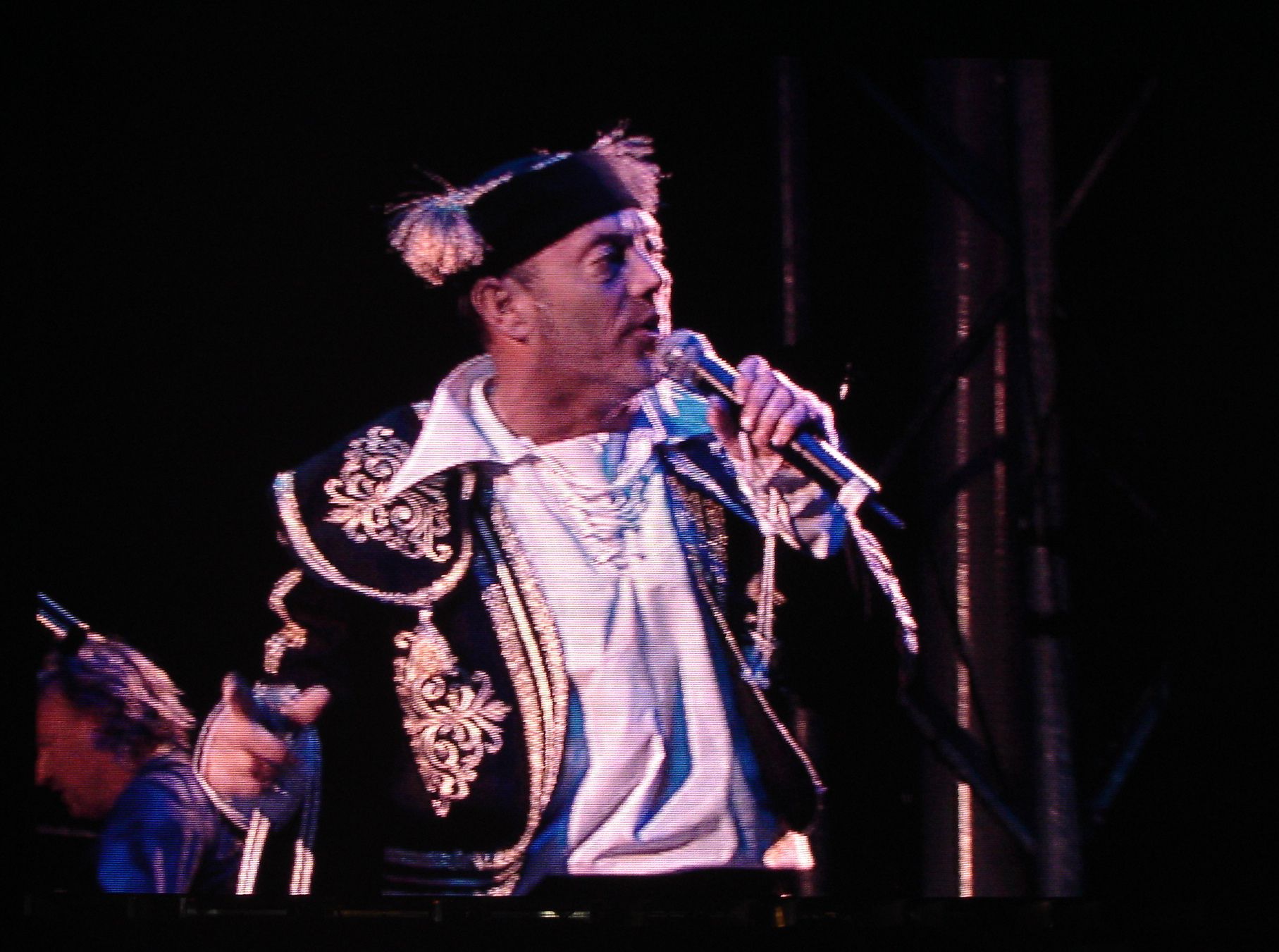
Keith Allen 2011 auf der Bühne

### Schauspielkarriere
Keith Allen spielte in über 120 Filmen und Serien, darunter A Very British Coup und Making Out. Mit der Serie The Comic Strip Presents... gelang ihm in den 1980er Jahren der Durchbruch im Comedy-Bereich. Zu den bemerkenswerten Episoden mit Allen gehören The Bullshitters (eine Parodie auf die Serie Die Profis) und The Yob (eine Parodie von Die Fliege), für die er auch am Drehbuch mitgearbeitet hat. Allen hat sowohl ernsthafte als auch komödiantische Rollen gespielt. Kurzzeitig hatte Allen eigene Comedy-Show von I Love Keith Allen auf dem Galaxy-Kanal.
1992 erhielt er eine Rolle in der Neuverfilmungen der Carry On-Reihe Mach’s nochmal, Columbus, wo Allen Pepi, einen Gefangenen spielte. 1993 erschien Allen in der Rolle des John Peter Barrie in der Inspector Morse- Folge The Day of the Devil und spielte in Young Americans - Todesspiele die Rolle des Jack Doyle. 1994 wurde Allen für die BBC-Verfilmung von Martin Chuzzlewit gecastet, in der er alle sechs Episoden als Jonas Chuzzlewit zu sehen war. Es folgte Filme wie Kleine Morde unter Freunden, Gegen die Brandung und Trainspotting – Neue Helden.
2000 trat Allen in zwei Harold Pinter-Stücken im Almeida Theatre auf, wo er die Hauptrolle des Lambert in Celebration und Mr. Sands in The Room spielte. Beide Stücke wurden im Juli 2001 erneut beim Lincoln Center Festival aufgeführt. Im Jahr 2001 spielte Allen die Rolle des „Problemlösers“ in einer Episode von Murder in Mind und 2004 kam er in Black Books als Pokerspieler Dave 'Mouse Ears' Smith zum Einsatz. 2002 spielte Allen den Londoner Musikverleger Roger Ames in 24 Hour Party People, einen Film über die Entwicklung der Musikszene von Manchester von den späten 1970er Jahren bis zum Jahr 1997. Zentrales Thema ist die Entstehung des Musiklabels Factory Records und die hierin involvierten Bands. Es folgten Filme wie Agent Cody Banks 2: Mission London, die Krankenhausserie Bodies, in der Allen einen sarkastischen, aber irgendwie auch sympathischen Berater für Geburtshelfer spielte. Von 2006 bis 2009 war Allen in der Robin-Hood-Dramaserie der BBC als Sheriff of Nottingham zu sehen.
Sein 2011 produzierter Dokumentarfilm Unlawful Killing über den Tod von Lady Di sorgte für Aufsehen und wurde kritisch aufgenommen.
Im April 2013 spielte Allen eine Neuinszenierung der schwarzen Komödie Smack Family Robinson von Richard Bean im „The Rose Theatre“ in Kingston upon Thames. Danach von 2014 bis 2015 spielte Allen in drei Episoden der TV-Serien My Mad Fat Diary und hatte 2016 wieder eine größere Rolle in dem Spielfilm von Dexter Fletcher Eddie the Eagle – Alles ist möglich. Danach folgte erneut Rollen in Fernsehserien wie Death in Paradise, Marcella und Genius.

### Dokumentarfilm Unlawful Killing
Sein umstrittener Dokumentarfilm Unlawful Killing (dt.: „widerrechtliche/unrechtmäßige Tötung“), der sich mit den Umständen des Todes von Lady Di beschäftigt und Mitglieder des Königshauses kritisiert, wurde bei den Internationalen Filmfestspielen von Cannes 2011 aufgeführt. Allen argumentierte, die britischen und französischen Behörden hätten unbequeme Fakten über den Unfall vertuscht und er lehnte es ab, 87 Kürzungen vorzunehmen, die von Anwälten verlangt wurden, um den Film in Großbritannien zu veröffentlichen.
Das Werk wurde zu großen Teilen von Mohamed Al-Fayed, dem Vater von Dianas Lebensgefährten Dodi Al-Fayed, der ebenfalls bei dem Unfall in Paris 1997 ums Leben gekommen war, finanziert. Für Kritik und Aufsehen sorgte neben verschiedenen Thesen und Theorien ebenfalls die Tatsache, dass erstmals Fotos der sterbenden Diana Spencer zu sehen sind.

### TV-Moderator
Allen moderierte die Fernsehsendung „Whatever You Want“ und präsentierte eine Reihe von Fernsehdokumentationen für den Fernsehproduzenten „Associated-Rediffusion Television Productions“. Später moderierte er „Will Burn in Hell“, eine Sendung die auf Channel 4 gesendet wurde und Allen unter anderem dabei zeigt, wie er die umstrittene Westboro Baptist Church unter der Leitung von Fred Phelps profilierte und mit verschiedenen Mitgliedern der Kirche und der Familie von Phelps sprach. Darüber hinaus präsentierte Allen die „Manchester Passion“, eine zeitgenössische Nacherzählung der letzten Stunden im Leben Jesu am Karfreitag, 14. April 2006. Im gleichen Jahr präsentierte Allen das letzte Interview des Fernsehkochs Keith Floyd, das zufällig in der Dokumentation an dem Abend gesendet wurde, als Floyd an einem Herzinfarkt starb.

### Musiker
Allen war Mitglied der Londoner Punkband „The Atoms“ in den 1970er Jahren
und später bei „Fat Les“, einer Band, in der auch der Künstler Damien Hirst und der Blur-Bassist Alex James vertreten waren. (Für Blur produzierte Allen 1995 ein Musikvideo zu ihrem Song „Country House“.)
1980 spielte Allen als Teufel in einem Kurzfilm mit dem Titel Meteor Madness, in dem die Londoner Psychobilly-Band The Meteors vertreten war. Der Film spielte in den Kinos als Eröffnung des Musical-Films Dance Craze, der im Februar 1981 veröffentlicht wurde. Das war das einzige Mal, dass Meteor Madness gezeigt wurde, und bis heute wurde es nie auf Video oder DVD veröffentlicht. Allen war auch eng mit der Band New Order befreundet, für die er in dem Video zu ihrem 1993 erschienenen Song „Ruined In A Day“ Regie führte. Er schrieb für sie den Titel „World in Motion“ und trat gelegentlich mit ihnen live auf, einschließlich ihrer Headline-Show beim Reading Festival 1998.
Allen war an mehreren fußballbezogenen Platten beteiligt, darunter „England's Irie“ von Black Grape und schrieb die Texte für „Vindaloo“" von Fat Les. Er komponierte auch den Song „On Me Head, Son“ zum Film Mike Bassett: England Manager, der allerdings auf dem Soundtrack-Album Sporting Les zugeschrieben wurde.

## Filmografie (Auswahl)
- 1981: Wolcott (Miniserie)
- 1982: Walter (Fernsehfilm)
- 1982: The Young Ones (Fernsehserie, eine Folge)
- 1983: The Nightwatchman (Fernsehfilm)
- 1993–1993: The Comic Strip Presents... (Fernsehserie, 16 Folgen)
- 1985: Supergrass – Unser Mann bei Scotland Yard (The Supergrass)
- 1985: Loose Connections
- 1986: Rebellion der Rechtlosen (Comrades)
- 1988: A Very British Coup (Fernsehserie, 3 Folgen)
- 1989: Atomic Hero 2 (The Toxic Avenger Part II)
- 1989: Scandal
- 1989: Zorniges Land (The Angry Earth)
- 1989–1990: Making Out (Fernsehserie, 11 Folgen)
- 1990: Chicago Joe und das Showgirl (Chicago Joe and the Showgirl)
- 1990: Dream Trap
- 1990: Shooting Star
- 1992: Rebecca’s Töchter (Rebecca’s Daughters)
- 1992: Mach’s nochmal, Columbus (Carry On Columbus)
- 1993: Young Americans (The Young Americans)
- 1993: Inspektor Morse, Mordkommission Oxford (Inspector Morse, Fernsehreihe Folge The Day of the Devil)
- 1994: Faith (Miniserie, 4 Folgen)
- 1994: Martin Chuzzlewit (Fernsehserie, 6 Folgen)
- 1994: Kleine Morde unter Freunden (Shallow Grave)
- 1994: Entertainment Cops (Fernsehfilm)
- 1995: Gegen die Brandung (Blue Juice)
- 1996: Nessie – Das Geheimnis von Loch Ness (Loch Ness)
- 1996: Trainspotting – Neue Helden (Trainspotting)
- 1996: Polizeiarzt Dangerfield (Dangerfield, Fernsehserie, Folge Behind Closed Doors)
- 1996: Die Bibel – Samson und Delila (Samson and Delilah, Fernsehfilm)
- 1997: Das Chaoten-Kaff (Twin Town)
- 1997: Preaching to the Perverted
- 1998: The Life and Crimes of William Palmer (Miniserie, 2 Folgen)
- 1998: The Young Person’s Guide to Becoming a Rock Star (Fernsehserie, 3 Folgen)
- 1998–2003: Roger Roger (Fernsehserie, 7 Folgen)
- 1999: Jack of Hearts (Fernsehserie, 6 Folgen)
- 1999: Mauvaise passe
- 2001: Adrian Mole: The Cappuccino Years (Fernsehserie, 2 Folgen)
- 2001: The Others
- 2001: Meine Frau, die Schauspielerin (Ma femme est une actrice)
- 2002: 24 Hour Party People
- 2003: Loving You (Fernsehfilm)
- 2003: The Early Days (Kurzfilm)
- 2004: De-Lovely – Die Cole Porter Story (De-Lovely)
- 2004: Agent Cody Banks 2: Mission London (Agent Cody Banks 2: Destination London)
- 2004: Happy End mit Hindernissen (Ils se marièrent et eurent beaucoup d’enfants)
- 2004–2006: Bodies (Fernsehserie, 17 Folgen)
- 2005, 2011: New Tricks – Die Krimispezialisten (New Tricks, Fernsehserie, 2 Folgen)
- 2006: Agatha Christie’s Marple – Die Schattenhand (Fernsehreihe, The Moving Finger)
- 2006: Manchester Passion (Fernsehfilm)
- 2006–2009: Robin Hood (Fernsehserie, 34 Folgen)
- 2007: The Good Night
- 2008: A Film with Me in It
- 2010: Come on Eileen
- 2011: The Calculus of Love (Kurzfilm)
- 2011: The Runaway (Miniserie, 6 Folgen)
- 2011: The Body Farm (Miniserie, 6 Folgen)
- 2013: Great Night Out (Fernsehserie, 1 Folge)
- 2013: The Magnificent Eleven
- 2014: Final Cut – Die letzte Vorstellung (The Last Showing)
- 2014: In a Heartbeat
- 2014–2015: My Mad Fat Diary (Fernsehserie, 3 Folgen)
- 2015: Hector
- 2015: SunTrap (Fernsehserie, 3 Folgen)
- 2015: We’re Doomed! The Dad’s Army Story (Fernsehfilm)
- 2016: Eddie the Eagle – Alles ist möglich (Eddie the Eagle)
- 2016: Death in Paradise (Fernsehserie, Folge Lost Identity)
- 2017: Kingsman: The Golden Circle
- 2018: Marcella (Fernsehserie, 5 Folgen)
- 2018: Genius (Fernsehserie, 2 Folgen)
- 2018: 2:Hrs
- 2021: The Pembrokeshire Murders (Miniserie, 3 Episoden)
- 2021: Rise of the Footsoldier – Origins
- 2022: Save the Cinema